# ناظر الوقف
 ناظر الوقف أو قيّم الوقف وهو من تولى أمـر الوقـف وحفظه وحفظ ريعه، وتنفيذ شرط واقفه، واتفق الفقهاء على أنه يُعمَل بشرط الواقـف في الناظر على الوقف، فإذا جَعل النظر لشخص معين اتبع شرطه؛ لإن علي  شرط النظر في وقفه لابنه الحسن، ثم لابنه الحسين .

## تعريف ناظر الوقف
- الناظر: هو الحافظ أي المسؤول عن العقار أو الدائرة أو المجموعة من الناس يرعاهم ويدير شؤونهم.[4]
- ناظر الوقف: هو من تولى جميع شؤون الوقف بالوكالة في حياة الواقف، أو بالوصية بعد مماته،[5] وفي القانون المصري تعريف ناظر الوقف بأنه: الشخص الأمين الذي يقوم بإدارة شؤون الوقف، وحفظ أعيانه، واستغلال مستغلاته، وصرف ريعه في مصارفه، وتنفيذ شروط الواقف الواجب تنفيذها، ورعاية مصالح الوقف والموقوف عليهم.[6]

## تولية ناظر الوقف
اتفق الفقهاء على أن المستحق لولاية النظر على الوقف من يشترطه الواقف، ويدل على ذلك أن عمر بن الخطاب  قال في وقفه: تليه حفصة ما عاشت، ثم يليه ذوو الرأي من أهلها.
في الفقه الإسلامي، تولية ناظر الوقف حق للقاضي عند عدم شرط الواقف، والأولى بالقاضي أن يولي في النظر من هو أهل له من ذرية الواقف أو أقاربه، وإن ولّى غيرهم جاز. قال ابن عابدين: «ولا يجعل القيّم فيه من الأجانب ما وجد في ولد الواقف وأهل بيته من يصلح لذلك».
يصح للواقف جعل الولاية والنظر لنفسه أو للموقوف عليه، أو لغيرهما، إما بالتعيين كفلان، أو بالوصف كالأرشد أو الأعلم أو الأكبر أو من هو بصفة كذا، فمن وجد فيه الشرط، ثبت له النظر عملا بالشرط، وفي وقف علي  شرط النظر لابنه الحسن، ثم لابنه الحسين .

## وظيفة ناظر الوقف
المسؤوليات التي يقوم بها لمصلحة الوقف والمحافظة عليه، ومنها: «حفظ الوقف، وعمارته، وإيجاره، وزرعه، ومخاصمة فيه، وتحصيل ريعه: من أجرة أو زرع أو ثمرة، والاجتهاد في تنميته وصرفه في جهاته: من عمارة وإصلاح، وإعطاء مستحق وغيره»، ومما يناط بناظر الوقف:
1. تنفيذ شروط الواقف.
2. عمارة الوقف.
3. تحصيل غلة الوقف.
4. صرف الغلة وتوزيع الريع على الموقوف عليهم.
5. استثمار الناظر للوقف وغلته.[11]

## صلاحيات الواقف في نظارة الوقف
لضمان صلاحيات الواقف وحقوقه وضمان أوقافه، وضعت الأحكام الشرعية من قبل الفقهاء لتحقيق المنفعة المرجوة من الوقف، ومن هذه الحقوق:
- أن يكون الواقف ناظراً على وقفه في حياته، وذلك إذا توافرت الشروط الشرعية فيه للتولي، ويمكن للواقف أن يدير الوقف بنفسه أو يعين وكيلاً عنه في التصرف.[13]
- أن يشرط شخصاً يكون هو الناظر على الوقف، سواء كان من المستحقين لغلة الوقف، أومن خارج المستحقين، يعني سواء كان أجنبي أو من الموقوف عليهم، وذلك لأنّ صاحب أصل الوقف أحق بتعيين الناظر عليه، ثم إن عمر بن الخطاب جعل الناظر على وقفه حفصة، ثم أكابر آل عمر بعدها، فعيّن عمر الناظر في الوقف، فدّل ذلك على أنّ شرط الناظر من حقوق الواقف.[14]
- أن تُراعى شروط الواقف، فلو شرط الواقف أن له إجارة الوقف، فله ذلك، وهذا ما نصت عليه القاعدة الفقهية: (أنه يراعى شرط الواقف في إجارته)، لأن شرط الواقف كنص الشارع.[15]
- وللواقف حق العزل لمنصوب القاضي، إذا شرط لنفسه ولاية العزل، أو شرط النظر لنفسه،[13] فقد ذكر السيوطي: "أن للواقف عزل من ولاه الناظر.[16]
- إذا شرط الواقف النظر له أو الاستبدال مع فلان فإن للواقف الانفراد دون فلان كما في الخانية من الوقف.[17]

## شروط ناظر الوقف
1. الإسلام: اختلف الفقهاء في اعتبار الإسلام شرطاً لصحة النظارة على الوقف على قولين: فالمالكية والشافعية والحنابلة اشترطوا الإسلام بينما لم يشترط الحنفية ذلك.[18]
2. العقل.
3. البلوغ.
4. العدالة ويقصد بها: من كان صالحاً في دينه بأدائه الفرائض، واجتنابه المحارم بترك الكبائر، ومتصفاً بالمروءة.[19]
5. الكفاية: وهي قوة الشخص وقدرته على التصرف فيما هو ناظر عليه.[20]

## تعدد النظار
يجوز أن يكون للوقف ناظر واحد أو أكثر، ويستدل بفعل فاطمة بنت محمد ﷺ إذ جعلت النظر في وقفها إلى زوجها علي بن أبي طالب ، فإن حدث به حدث رفعه إلى ابنيها فيليانها.

## عزل ناظر الوقف
للواقف عزل الناظر مطلقاً، ولو لم يجعل الواقف ناظراً، فنصبه القاضي، لم يملك الواقف إخراجه. ويجب على القاضي عزل الناظر، سواء أكان هو الواقف أم غير الواقف إذا كان خائنا غير مأمون، أو عاجزاً، أو ظهر به فسق، أو كان يصرف ماله في غير المفيد ويجوز للناظر أن يعزل نفسه (يستقيل) وهو قول المالكية والحنابلة والشافعية وبعض الحنفية، وشرط بعض الفقهاء جواز عزل الناظر لنفسه بشرط عدم ترتب ضرر على تنازله.

## مخالفات شرط الواقف
اتفق الفقهاء على وجوب اتباع شروط الواقف في النظر إلى الوقف ما دام الشرط صحيحًا شرعاً، فإن خالف الشرع فلا يُتبع، فإذا اشترط شروطاً خاصةً بتصرف الناظر في الوقف من حيث الاستعمال والاستغلال، أو إصدار القرارات التي تصدر منه، أو التصرف في ريع الوقف، أو اشترط الواقف أن يكون هو الناظر، أو شخص معين، أو جهة معينة، أو أرشد أولاده، فالواجب اتباع شرط الواقف فيما شرط، ويستثنى حالات الضرورة فقط، قال ابن قدامة ولأن مصرف الوقف يتبع فيه شرط الواقف، فكذلك الناظر فيه.

## ‌‌‌‌حالات أجازها الفقهاء لمخالفات شرط الواقف
تعد مخالفة شرط الواقف تعدياً موجباً للضمان، باستثناء الحالات التي أجازها الفقهاء، ومن أمثلة مخالفة شرط الواقف ما يلي:
- لو اشترى القيم بغلة المسجد ثوباً ودفعه إلى المساكين فلا يجوز، وعليه ضمان ما نقد من مال الوقف.[36]
- إذا كان الوقف على عمارة المسجد فلا يُشتري منه الزيت والحصير، ولا يُصرف منه للزينة والشرفات، ويضمن إن فعل.[31]
- وبين العلماء بعض الحالات التي يجوز فيها مخالفة شرط الواقف، فذكر الحنفية سبع مسائل يجوز فيها مخالفة شرط الواقف وهي:

1. إذا شرط أن القاضي لا يعزل الناظر، فله عزل غير الأهل.
2. شرط ألا يؤجر وقفه أكثر من سنة، والناس لا يرغبون في استئجار سنة، أو كان في الزيادة نفع للفقراء، فللقاضي المخالفة، دون الناظر.
3. لو شرط أن يقرأ على قبره، فالتعيين باطل على القول بكراهة القراءة على القبر، والمختار خلافه.
4. لو شرط الواقف عدم الاستبدال بالموقوف شيئاً آخر.
5. شرط أن يتصدق بفاضل الغلة على من يسأل في مسجد كذا، فللقيم التصدق على سائل في مسجد آخر، أو خارج المسجد، أو على من لا يسأل.
6. لو شرط للمستحقين خبزاً ولحماً معيناً كل يوم، فللقيم دفع القيمة نقداً، والراجح أن الخيار لهم دلالة.
7. تجوز الزيادة من القاضي على راتب الإمام المعلوم إذا كان لا يكفيه، وكان عالماً تقياً.[32]

## ولاية الدولة على الوقف
لولاية الدولة على الأوقاف أسانيد شرعية، ونصوص قانونية تكفل للدولة هذا الحق وتضبط قيامها به، لتكون الولاية مدخلاً لإصلاح الوقف وترشيد مساره حتى يؤدي ما هو مرجوا منه على خير الوجوه وأحسنها، ومن سمات الولاية التي تتقرر للدولة على الوقف، أنها تقوم على أدلة شرعية معتبرة من الكتاب والسنة والاجماع ومنها، قوله تعالى:﴿إِنَّ اللَّهَ يَأْمُرُكُمْ أَنْ تُؤَدُّوا الْأَمَانَاتِ إِلَى أَهْلِهَا وَإِذَا حَكَمْتُمْ بَيْنَ النَّاسِ أَنْ تَحْكُمُوا بِالْعَدْلِ﴾ [النساء:58]، وقوله تعالى:﴿وَلَا تَقْرَبُوا مَالَ الْيَتِيمِ إِلَّا بِالَّتِي هِيَ أَحْسَنُ﴾ [الأنعام:152]، وفي حديث أبي يعلى معقل بن يسار قال: سمعت رسول الله ﷺ يقول (( ما من عبد يسترعيه الله رعية يموت يوم يموت وهو غاش لرعيته إلا حرم الله عليه الجنة)) متفق عليه، ولقد أجمع العلماء من لدن رسول الله ﷺ إلى يومنا هذا على أن الأمانات يجب أن تؤدى، وأن الاخلال بأدائها حرام، ومن أهم الأمانات أمانة الولاية على الوقف، وفي هذا يقول ابن تيمية "وقد أجمع المسلمون أن الولاية أمانة يحب أداؤها فإن وصى اليتيم وناظر الوقف ووكيل الرجل في ماله، عليه أن يتصرف له بالأصلح فالأصلح.

## نطاق ولاية الدولة على الوقف
يتحدد نطاق ولاية الدولة على الأوقاف من خلال الأنشطة التي تمارسها في إطار تلك الولاية، ومن استقراء تلك الأنشطة فإنه يمكن تأصيلها في ثلاثة محاور هي:
1. الإدارة المباشرة للوقف.
2. الرقابة الإدارية والشرعية على النظار وتتمثل يما يلي:
  - مراقبة أداء النظار وتصرفاتهم في الوقف.
  - مراقبة مصروفات الناظر على الوقف ومحاسبته.
  - مراقبة السلوك الشخصي للناظر وعزله.
3. الحماية الجنائية للوقف.[37]

## مشكلات ولاية الدولة على الوقف
تكمن تلك المشكلات في ارتباط إدارة الوقف بالسياسة العامة للدولة مما يجعله متأثراً بها، ويمكن الإشارة الى تلك المشكلات بما يلي:
1. اهتمام الدولة بسياستها العامة على حساب الاهتمام بــ إدارة الوقف.
2. الانحراف في إنفاق ريع الوقف.[40]
3. الطمع في الموارد المالية للأوقاف.
4. إهدار الدور الوطني للوقف.
5. افتقاد السياسة الواضحة لمحاسبة النظار.
6. ضعف الرادع الجزائي في الحماية الجنائية.
7. اختلال التوازن في التعامل مع الوقف.[41]

## حلول لمشكلات ولاية الدولة على الوقف
1. إبراز الدور التنموي للوقف وأثره في حياة الأمة.[37][42]
2. تفعيل دور الأحكام الفقهية المنظمة للوقف.
3. توجه الإصلاح التشريعي لاحترام إرادة الواقفين.
4. تفعيل الدور الرقابي على الوقف.
5. إنشاء أجهزة للرقابة الشرعية على الوقف.
6. العمل بمبدأ النظارة الجماعية على الوقف.
7. الاقتداء بالتجارب الناجحة لإصلاح الوقف في العالم العربي.[42][43]
8. إسباغ صفة المال العام على الوقف.[44]
9. تفعيل دور الجزاء في المسئولية الجنائية والمدنية.[45]
10. التوجه التشريعي لتسهيل قيام أوقاف جديدة.

## وصلات خارجية
- موقع المكتبة الشاملة: كتاب كتاب الفقه الإسلامي وأدلته للزحيلي - ناظر الوقف